# 李洪 (郑王)
李洪（?—?），隋朝唐仁公李昞的第三子，唐高祖李渊之兄。
武德元年（618年），李渊建立唐朝，追封李洪为郑王。《新唐书宰相世系表》记载被封为漢王。李洪有后嗣巴陵郡王李盤陀，但李盤陀并没有后裔。